# Kota Tinggi (plaats)
Kota Tinggi is een stad en gemeente (majlis daerah; district council) in de Maleisische deelstaat Johor.
Kota Tinggi telt 85.000 inwoners en is de hoofdplaats van het gelijknamige district.